# Gravenstein

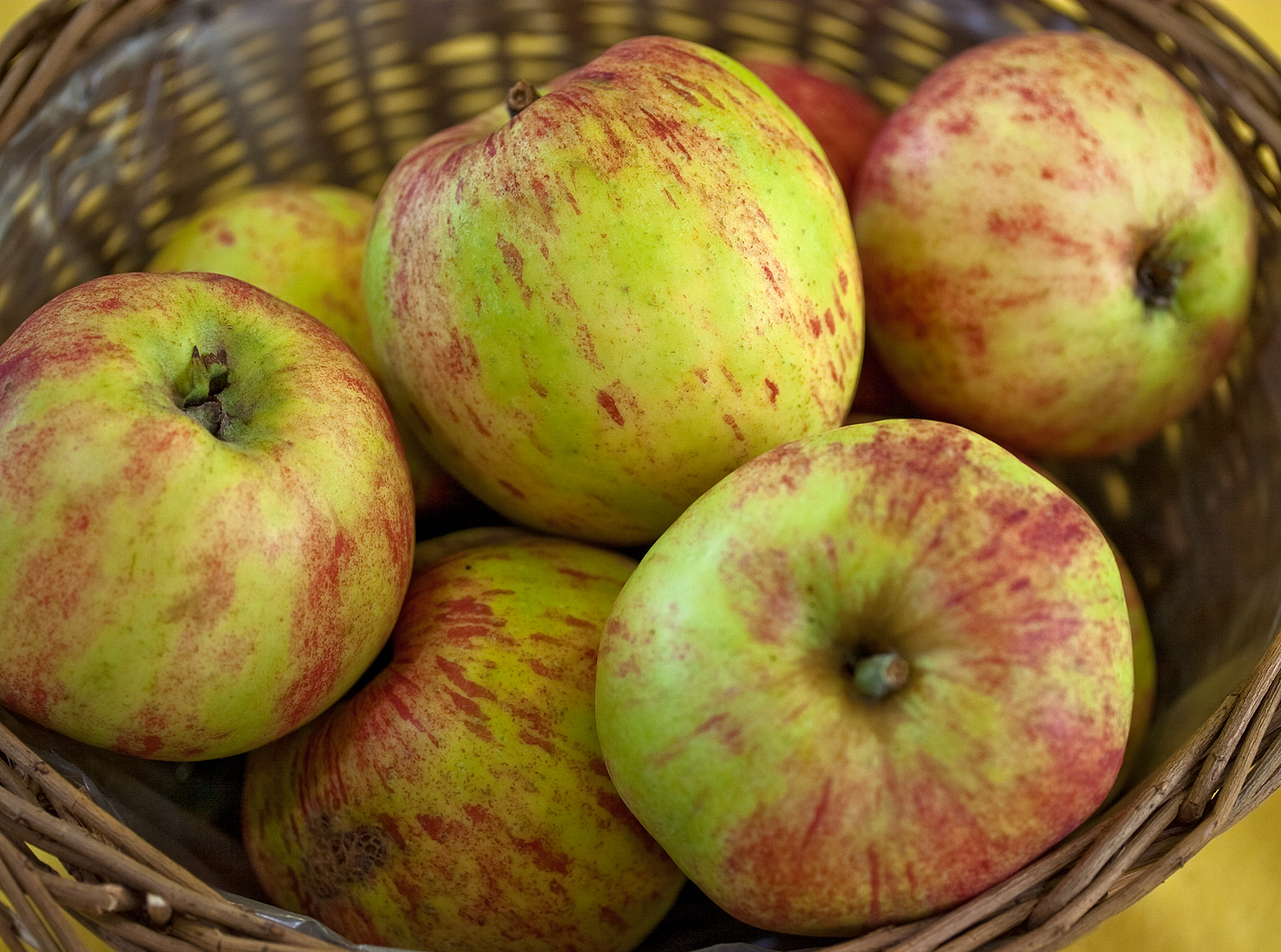
Un cesto di Gravenstein

La Gravenstein o Gravensteiner è una cultivar di melo. In Danimarca e Germania del Nord era nota certamente dal 1669. Deve il nome alla città di Gråsten, il cui nome tedesco è Gravenstein.

## Origine
È una varietà europea caratterizzata da un sapore tipico ed aromatico e da frutti molto profumati. La buccia è di base di un colore che va dal verde al giallo cera tenue striato di rosso carminio.

## Caratteristiche
La polpa è giallo chiaro, succosa e leggermente aromatica. La raccolta avviene tra fine agosto e inizio settembre, e i frutti si mantengono fino a novembre.

## La mela Gravenstein di Sebastopol
Negli Stati Uniti, la coltivazione della varietà Gravenstein è in declino, in particolare nella contea di Sonoma che, un tempo, era considerata come la capitale mondiale della mela Gravenstein: minacciata dallo sviluppo urbano ed industriale, è stato costituito un presidio slow food per preservare e promuovere la sua coltivazione.
Da notare che dal 1910, a Sebastopol esiste la sagra della mela Gravenstein (Gravenstein Apple Fair) e nell'agosto 2013 è stata festeggiata la sua 40ª edizione consecutiva.